# 59 Pułk Piechoty (austro-węgierski)
Salzburski-Górnoaustriacki Pułk Piechoty Nr 59 (IR. 59) – pułk piechoty cesarskiej i królewskiej Armii.

## Historia pułku
Pułk kontynuował tradycje pułku utworzonego w 1682 roku. 
Okręg uzupełnień nr 59 Salzburg na terytorium 14 Korpusu.
Kolory pułkowe: pomarańczowy (orangegelb), guziki srebrne. 
Skład narodowościowy w 1914 roku 97% – Austriacy.

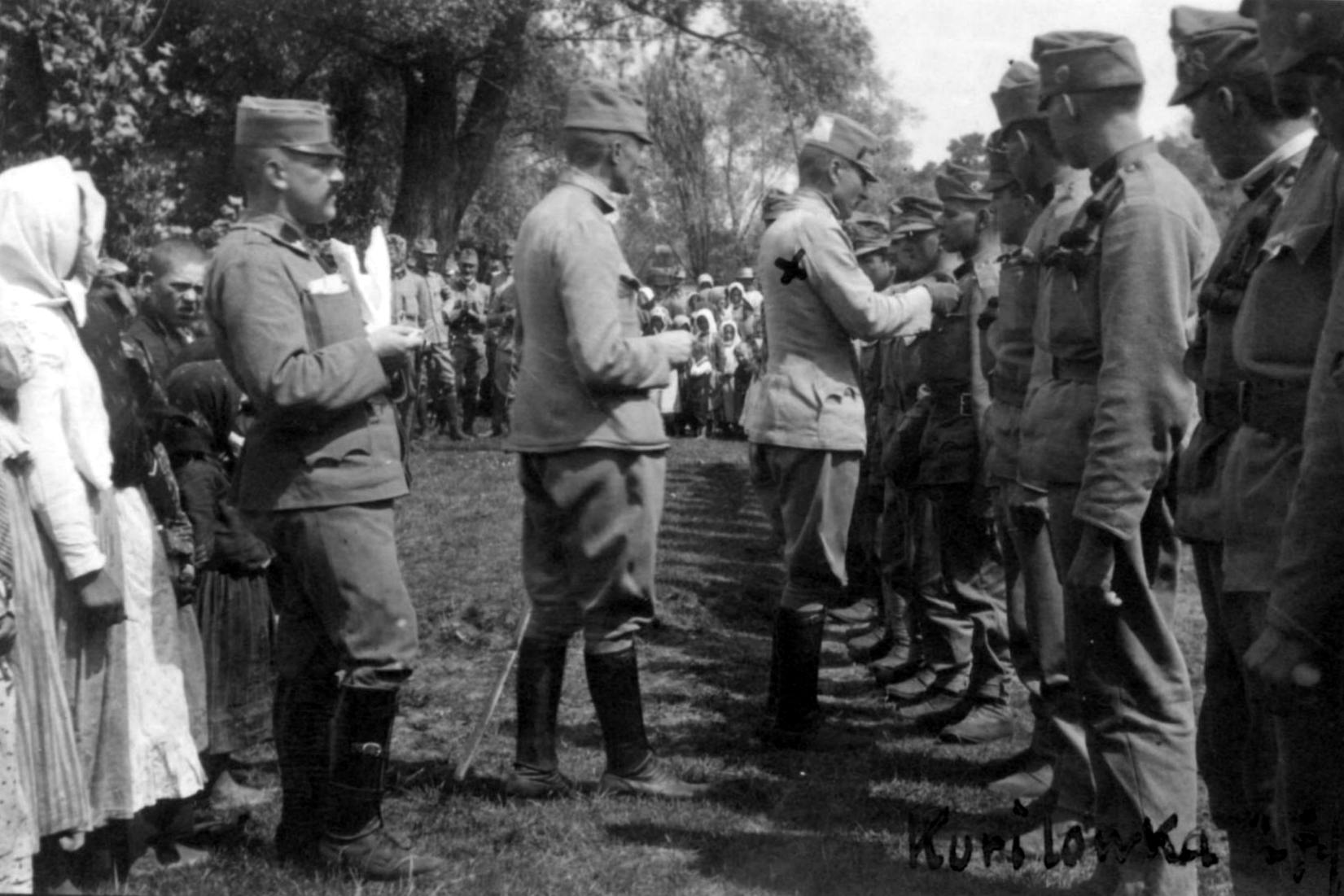
Dekoracja żołnierzy 59 Pułku Piechoty w Kuryłówce, 27 czerwca 1915

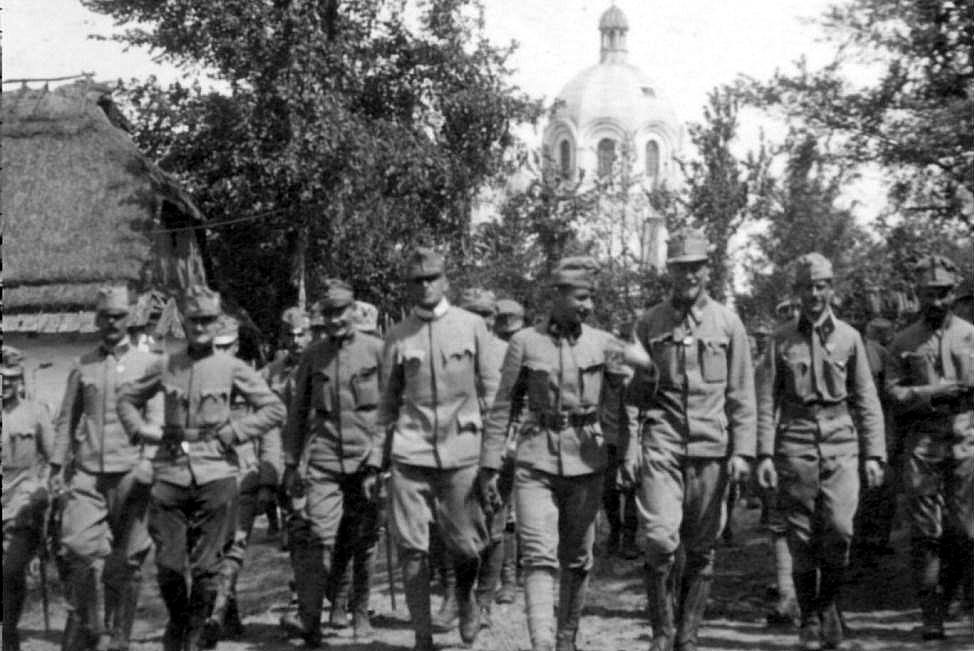
Oficerowie i żołnierze 59 Pułku Piechoty w Kuryłówce, 27 czerwca 1915

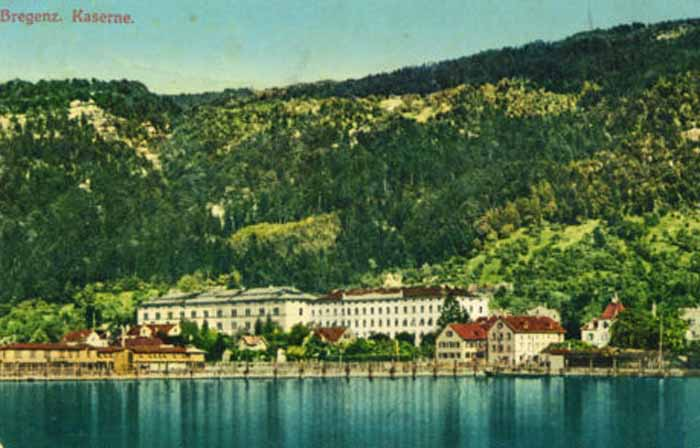
Koszary w Bregencji

W 1873 roku sztab pułku razem z komendą rezerwową oraz stacją okręgu uzupełnień stacjonował w Salzburgu.
W latach 1898–1901 pułk stacjonował w Salzburgu z wyjątkiem 3. batalionu, który załogował w Braunau am Inn.
W latach 1901–1907 pułk stacjonował w Linzu z wyjątkiem 4. batalion, który pozostawał we pułkowym okręgu uzupełnień, w Salzburgu. Cały wchodził w skład 5 Brygady Piechoty należącej do 3 Dywizji Piechoty.
W latach 1908–1911 cały pułk stacjonował w Salzburgu.
W latach 1912–1914 komenda pułku razem z 1. batalionem stacjonowała w Bregencji (niem. Bregenz), 2. batalion w Innsbrucku, 3. batalion w Schwazu, a 4. batalion w Salzburgu. Cały pułk wchodził w skład 5 Brygady Piechoty należącej do 3 Dywizji Piechoty.
W czasie I wojny światowej pułk walczył z Rosjanami w Galicji, w czasie letniej ofensywy w składzie 3 Armii. Między innymi 27 sierpnia 1914 roku brali udział w bitwie pod Poturzynem, podczas operacji Wisła - San walczyli w okolicach Leżajska i Woliny. W listopadzie walczyli nad Szreniawą wydatnie przyczyniając się do zatrzymania rosyjskiego "walca parowego". W grudniu 1914 roku brali czynny udział w operacji limanowsko-łapanowskiej tocząc ciężkie walki pod Sobolowem. W pierwszej połowie 1915 roku w okolicach Tarnowa, Brzeska, Żmigrodu. 
Żołnierze pułku są pochowani m.in. na cmentarzach wojennych nr: 51 w Rotundzie, 223 w Brzostku, 276 w Brzesku, 267 w Borzęcinie, 167 w Ryglicach, 193 w Dąbrówce Szczepanowskiej, 228 w Przeczycy oraz 192 w Lubczy.

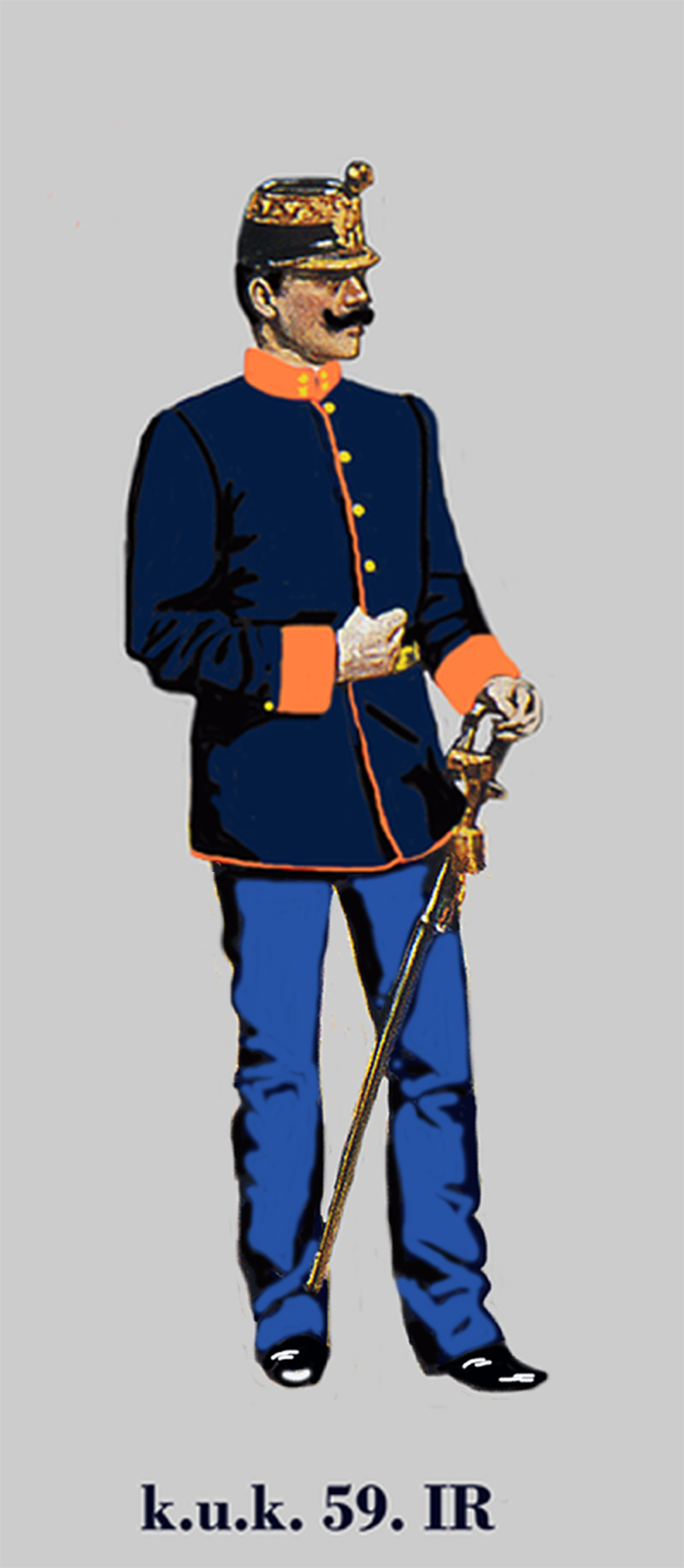
Porucznik IR. 59 w mundurze paradnym

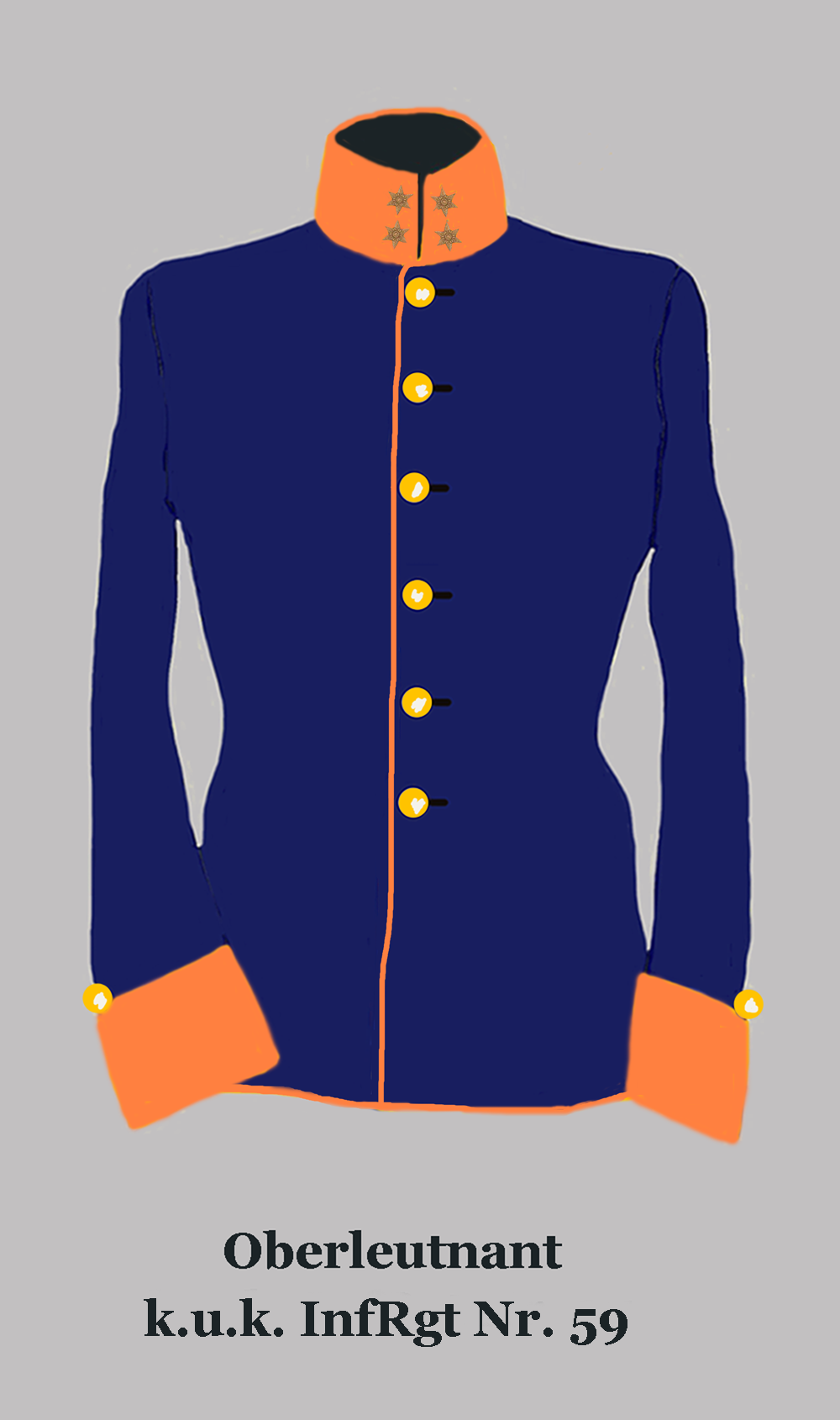
Kurtka munduru porucznika IR. 59

## Szefowie pułku
Szefami pułku byli:
- FZM Melchior Leopold van der Beckh (1682 – †1 I 1693),
- Generalfeldwachtmeister Ludwig Ferdinand von Marsigli (1693 – †1 XI 1730),
- FZM Peter von Langlois (1771 – †1789),
- FML Alexander von Jordis (1790 – 1815),

a po nim kolejni wielcy książęta Badenii:
- Karol Ludwik Badeński (1815 – †8 XII 1818),
- Ludwik I Badeński (1819 – †30 III 1830),
- Leopold Badeński (1830 – †24 IV 1852),

a później arcyksiążę, generał piechoty Rajner Ferdynand Habsburg (1852 – †27 I 1913).
Po śmierci arcyksięcia Rajnera Ferdynanda pułk otrzymał jego imię „na wieczne czasy”.
W okresie, gdy szefami pułku byli wielcy książęta Badenii, funkcję „drugiego szefa pułku” pełnili kolejno: 
- FML Alexander von Jordis (1815 – †23 II 1818),
- FZM Christoph Ludwig von Eckhardt (1822 – †7 III 1843),
- FZM Franz Dahlen von Orlaburg (1844 – †18 II 1859),
- FZM Friedrich von Teuchert (1858 – †27 VI 1872)[1].

## Komendanci pułku
- płk Wilhelm von Grobben (1873[3])
- płk Victor Meduna von Riedburg ( –1898 → komendant 15 Brygady Piechoty)
- płk Joseph Schmidburg (1898 – 1899)
- płk Johann von Vever (1899 – 1905)
- płk Karl Kohout (1905 – 1909 → komendant 12 Brygady Górskiej)
- płk Emil Herzberg (1909 – 1912 → komendant 16 Brygady Piechoty)
- płk Gustav Fischer (1912 – 1914[1])